# Lucy Lawless
Lucy Lawless (Auckland, Novi Zeland, 29. ožujka 1968.) je novozelandska filmska i televizijska glumica, najpoznatija po ulozi Ksene u televizijskoj seriji Ksena – princeza ratnica.

## Rani život
Lucy Lawless rođena punim imenom kao Lucille Frances Ryan, peto je od sedmero djece (petero braće i jednu sestru),  Julie i Franka Ryana, koji je bio bankar i gradonačelnik Mount Alberta.
Kratko je studirala u Aucklandu. Zatim se s dečkom Garth Lawlessom, seli u Europu, putuje Njemačkom i Švicarskom, Lucy tečno govori njemački jezik.  Par se zatim preselio u Australiju, gdje su kratko radili kao kopači zlata.